# Конечномерный оператор
Конечномерный оператор — ограниченный линейный оператор в банаховом пространстве, множество значений которого конечномерно.

## Примеры
- Любой линейный оператор, действующий в конечномерном пространстве, является конечномерным.
- Интегральный оператор Фредгольма {\displaystyle (Af)(x)=\int _{a}^{b}K(x,t)f(t)\,dt,} действующий в пространстве {\displaystyle L_{2}[a,b]}, с вырожденным ядром {\displaystyle K(x,t)=\sum _{i=1}^{N}f_{i}(x)g_{i}(x)} является конечномерным[2]. Действительно, его множество значений состоит из функций вида {\displaystyle (Af)(x)=\sum _{i=1}^{N}c_{i}f_{i}(x)}, где {\displaystyle c_{i}=\int _{a}^{b}f(t)g_{i}(t)\,dt}. Это конечномерное пространство с базисом {\displaystyle \{f_{i}\}_{i=1}^{N}}, если системы функций {\displaystyle \{f_{i}\}_{i=1}^{N}} и {\displaystyle \{g_{i}\}_{i=1}^{N}} линейно независимы.
- Частичные суммы ряда Фурье {\displaystyle P_{n}f=\sum _{i=1}^{n}(f,\varphi _{i})\varphi _{i}} по ортогональной системе {\displaystyle \{\varphi _{i}\}_{i=1}^{\infty }} в гильбертовом пространстве являются конечномерными операторами[3].

## Вполне непрерывный оператор
Обобщением конечномерных операторов являются вполне непрерывные операторы, представляющие собой пределы последовательностей конечномерных операторов, сходящихся по норме. К вполне непрерывным операторам применима альтернатива Фредгольма, дающая развитие методов линейной алгебры для решения операторных уравнений.